# Дрока
Дро́ка — річка в Україні, у Борзнянському районі Чернігівської області. Права притока Борзни (басейн Дніпра).

## Опис
Довжина річки приблизно 9,5 км.

## Розташування
Бере початок у Шаповалівці. Тече переважно на північний захід через Забілівщину і впадає у річку Борзну, праву притоку Дочи.

## Цікаві факти
- За 2 км від витоку річки проходить автошлях E101М02.
- У Шаповалівці річку перетинає автомобільна дорога Т 2523.